# The Fortunes of Fifi
The Fortunes of Fifi è un film muto del 1917 diretto da Robert G. Vignola. Prodotto dalla Famous Players Film Company e distribuito dalla Paramount Pictures, era interpretato Marguerite Clark, William Sorelle, John Sainpolis, Yvonne Chevalier, Kate Lester, Jean Gauthier, J.K. Murray.
La sceneggiatura di Eve Unsell si basa su The Fortunes of Fifi, lavoro teatrale di Molly Elliot Seawell, che venne rappresentato a Indianapolis nel 1903.

## Trama
Cartouche, un vecchio soldato napoleonico che ha partecipato a tutte le campagne dell'imperatore, si innamora di Fifi, una bella e giovane attrice. L'uomo si ripromette di prendersi sempre cura di lei e di proteggerla dai pericoli della vita. Quando Fifi vince alla lotteria con un biglietto che le era stato regalato proprio da Cartouche, viene presa la decisione di affidare la ragazza alla famiglia Bourcet così da farle avere un'educazione di buon livello. Credendo che Fifi sia ricca, l'avvocato Louis Bourcet si dichiara e la chiede in moglie. La giovane accetta ma, ben presto, si accorge invece di essere innamorata di Cartouche. Per rompere il fidanzamento con l'avvocato, vuole liberarsi del denaro che la costringe a questa vita così diversa da quella cui è abituata e dissipa tutto quello che ha vinto. Ormai senza denaro, ritorna da Cartouche. Lui, però, pensa di essere troppo vecchio per lei e si rifiuta di sposarla. I due convoleranno a nozze solo dopo l'intervento dello stesso Napoleone che delibera che i due dovrebbero sposarsi: obbedendo alla volontà dell'imperatore, il vecchio soldato si vede costretto a cedere, accettando le nozze e l'amore di Fifi.

## Produzione
Il film fu prodotto dalla Famous Players Film Company.

## Distribuzione

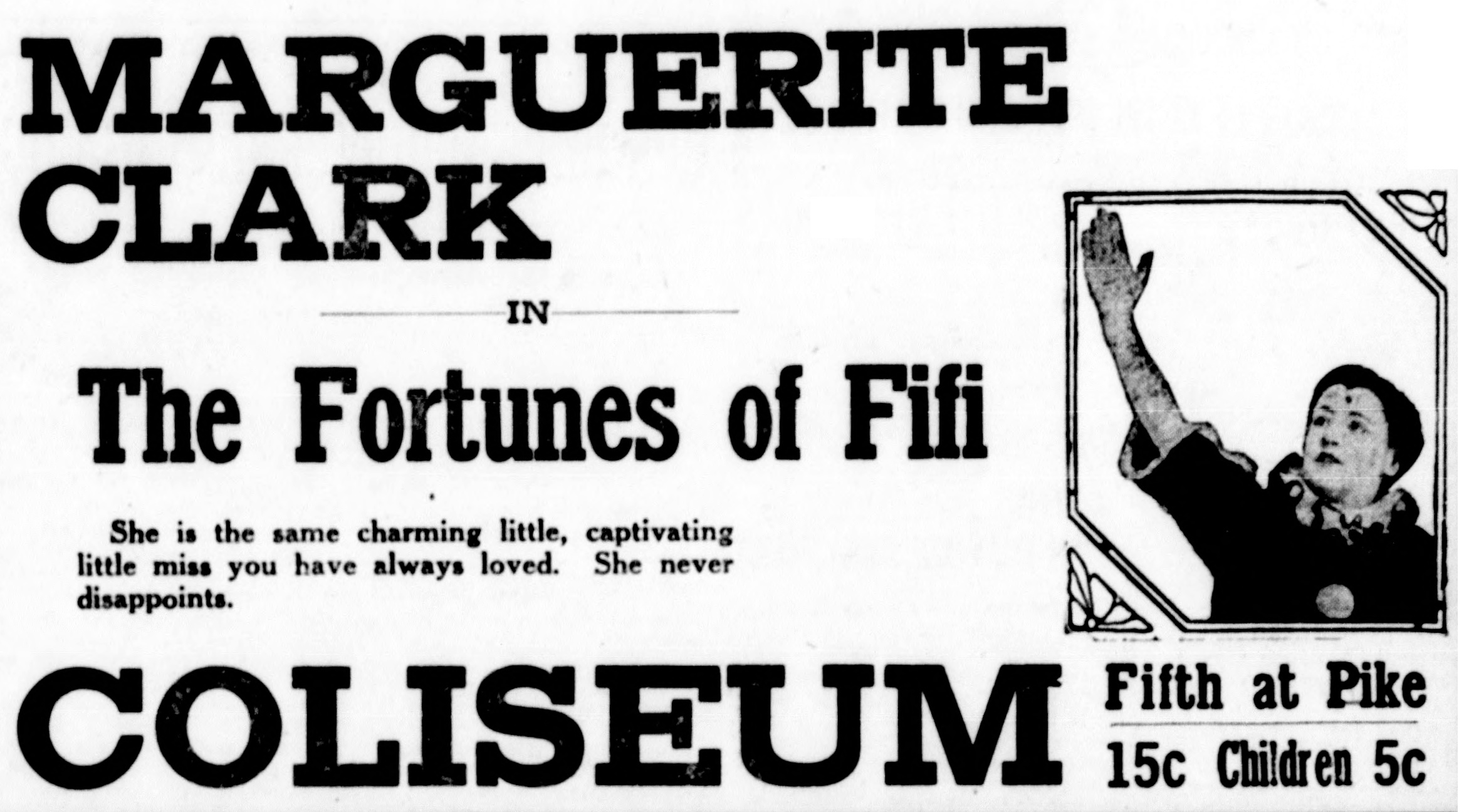
Pubblicità su quotidiano (14 marzo 1917)

Il copyright del film, richiesto dalla Famous Players Film Co., fu registrato il 20 febbraio 1917 con il numero LP10230.
Distribuito dalla Paramount Pictures e presentato da Daniel Frohman, il film uscì nelle sale statunitensi il 26 febbraio 1917. In Svezia, dove fu distribuito il 6 aprile 1920, prese il titolo Kejsarens vän.
Non si conoscono copie ancora esistenti della pellicola che viene considerata presumibilmente perduta.